# Honeywell LF 507
O Honeywell LF 507 é um motor aeronáutico, do tipo turbofan produzido pela Honeywell Aerospace [en], antiga Lycoming, com sede em Phoenix, EUA. A primeira versão do motor, Textron Lycoming ALF 502, foi certificada em 1980. A versão LF 507, de maior empuxo, é utilizada nas aeronaves BAe 146.

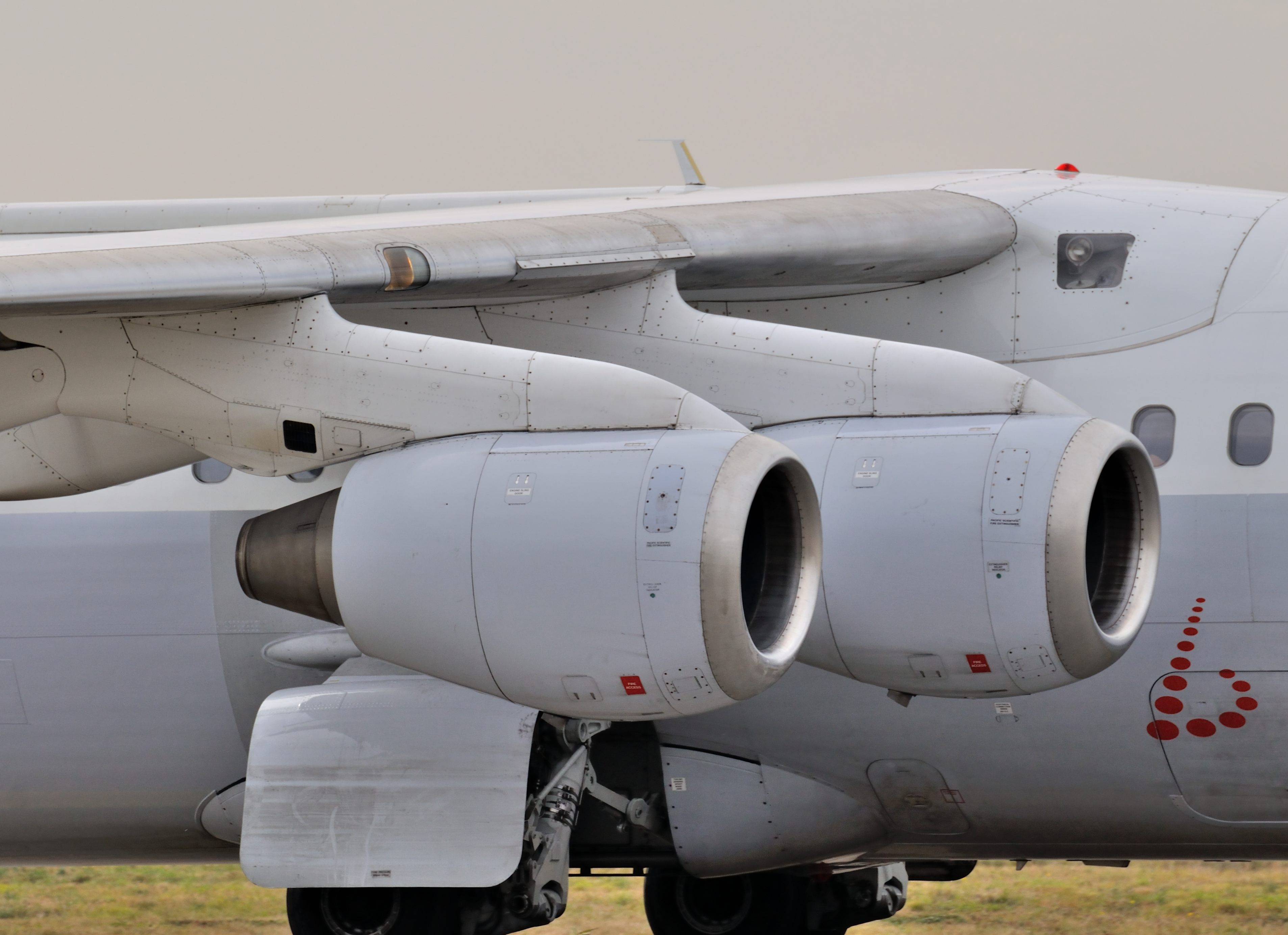
O BAe 146–Avro RJ100 é uma das aeronaves equipadas com motores Honeywell LF 507

## Especificações (LF 507-1H)
Fonte:
- Tipo       : turbofan
- Comprimento: 1,66 m
- Diâmetro   : 1,02 m
- Peso       : 628 kg
- Compressor : fan de entrada de um estágio; compressor de baixa pressão de dois estágios; compressor de alta pressão de sete estágios
- Combustão  : anelar
- Empuxo     : 3 200 kg
- Compressão : 13,8:1
- Bypass : 5,3:1
- consumo    : 41.4 kg/kN/h
- empuxo/peso: 5,1:1